# Selinum nigrum
Selinum nigrum är en flockblommig växtart som beskrevs av Jean-Baptiste de Lamarck. Selinum nigrum ingår i släktet krusfrön, och familjen flockblommiga växter. Inga underarter finns listade i Catalogue of Life.